# Experimento russo do sono
O Experimento Russo do Sono é uma creepypasta que conta a história de cinco cobaias sendo expostas a um estimulante inibidor do sono experimental em um experimento científico da era soviética, que se tornou a base de uma lenda urbana.

## Origens
De acordo com o Russia Beyond, a história se originou de um fórum que desafiava os usuários a criar "a lenda urbana mais assustadora". Muitas organizações de notícias, incluindo Snopes, News.com.au e LiveAbout traçam as origens da história até o site Creepypasta, agora conhecido como Creepypasta Wiki, postado em 10 de agosto de 2010, por um usuário chamado OrangeSoda, cujo nome verdadeiro é atualmente desconhecido.

## História
A história narra um experimento ocorrido no final dos anos 1940 em uma instalação secreta de testes soviética. Em um experimento científico sancionado por militares, cinco presos políticos foram mantidos em uma câmara de gás selada, com um estimulante aerotransportado administrado continuamente para manter os indivíduos acordados por 30 dias consecutivos. Os prisioneiros foram falsamente prometidos que seriam libertados da prisão se completassem o experimento. Os sujeitos se comportaram como de costume durante os dias iniciais, conversando e sussurrando para os pesquisadores através do vidro unilateral, embora tenha sido notado que suas discussões gradualmente tornaram-se mais sombrias no assunto. Depois de nove dias, um sujeito começou a gritar incontrolavelmente por horas enquanto os outros não reagiram à sua explosão. O homem gritou por tanto tempo que rompeu as cordas vocais e ficou mudo como resultado. Quando o segundo começou a gritar, os outros evitaram que os pesquisadores olhassem para dentro colando páginas rasgadas de livros e suas próprias fezes nas janelas de vigia. Alguns dias se passaram sem que os pesquisadores pudessem olhar para dentro, durante os quais a câmara ficou completamente silenciosa. Os pesquisadores usaram o intercomunicador para testar se os indivíduos ainda estavam vivos e obtiveram uma resposta curta de um indivíduo expressando conformidade.
No 15º dia, os pesquisadores decidiram desligar o gás estimulador e reabrir a câmara. Os sujeitos não queriam que o gás fosse desligado, por medo de adormecerem. Ao olhar para dentro, eles descobriram que os quatro indivíduos sobreviventes haviam realizado mutilação letal e severa e estripação em si mesmos durante os últimos dias, incluindo arrancamento de carne e músculos, remoção de vários órgãos internos abdominais, praticando autocanibalismo em si mesmos, bem como canibalismo do segundo assunto, e permitindo 4 in (10 cm) de sangue e água para se acumular no chão por meio de pedaços de carne do segundo sujeito no ralo, que foi encontrado morto no chão assim que a câmara foi aberta. Os sujeitos recusaram-se violentamente a deixar a câmara e imploraram aos cientistas que continuassem a administrar o estimulante, assassinando um soldado e ferindo gravemente outro que tentou removê-los. Depois de finalmente serem removidos da câmara, todos os indivíduos mostraram exibir extrema força, resistência sem precedentes a drogas e sedativos, a capacidade de permanecer vivos apesar de ferimentos letais e um desejo desesperado de permanecer acordado e receber o estimulante. Também foi descoberto que se qualquer um dos sujeitos adormecesse, morreria.
Depois de serem tratados de alguma forma por seus ferimentos graves, os três sobreviventes foram preparados para retornar à câmara de gás com o estimulante por ordem dos oficiais militares (embora contra a vontade dos pesquisadores), com monitores de EEG mostrando curtos momentos recorrentes do cérebro morte. Antes que a câmara fosse selada, um dos sujeitos adormeceu e morreu, e o único sujeito que podia falar gritou para ser imediatamente selado na câmara. O comandante militar ordenou que três outros pesquisadores fossem fechados dentro da câmara ao lado dos dois sujeitos restantes. Um pesquisador imediatamente sacou sua arma e matou o comandante e o sujeito mudo, atirando na cabeça de ambos, fazendo com que a outra pessoa fugisse da sala. Com apenas um sujeito sobrevivente, o aterrorizado pesquisador explicou que não se permitiria ser trancado em uma sala com monstros que não podiam mais ser chamados de pessoas. Ele perguntou desesperadamente qual era o assunto, para o qual o assunto sorriu e identificou a si mesmo e aos outros assuntos caídos como um mal inerente dentro da mente humana que é mantido sob controle pelo ato de dormir. Após uma breve pausa, o pesquisador atirou no coração do prisioneiro e, com seu último suspiro no chão, o sujeito murmurou suas palavras finais: "Estávamos... quase... livres..."

## Popularidade e recepção
O Experimento Russo do Sono tornou-se imensamente popular após sua publicação original. É considerada por alguns a maior e mais compartilhada história de creepypasta já feita e Josh Millican da Dread Central a chamou de "uma das lendas urbanas mais chocantes e impactantes da era da Internet". O debate online e offline envolve a crença de muitos de que a história é real ao invés de ficção, e muitos artigos, portanto, procuram desmascarar essa afirmação.
A creepypasta é freqüentemente compartilhada ao lado da imagem de uma figura grotesca e demoníaca, que está implícita como uma das cobaias. A imagem é na verdade de um adereço animatrônico de Halloween em tamanho real chamado "Spazm".

## Crítica literária
No capítulo "Horror Memes and Digital Culture" no The Palgrave Handbook of Contemporary Gothic, Tosha R. Taylor escreveu que a creepypasta "reflete ansiedades políticas residuais, uma vez que pretende revelar um esforço ultrassecreto de cientistas russos na Segunda Guerra Mundial." Aleksandra Serwotka e Anna Stwora examinaram o "Experimento Russo do Sono" e outras creepypasta, afirmando que a maioria das creepypasta focadas em experimentos apresentam cientistas que "são frequentemente de alguma forma relacionados à Alemanha nazista ou à Rússia Soviética".
Sonali Srivastav e Shikha Rai fizeram comparações entre "Russian Sleep Experiment" e a minissérie Ghoul de 2018, observando que a série se inspirou no creepypasta.

## Adaptações
A popularidade do Experimento do Sono Russo levou a várias adaptações ao longo dos anos. Um romance inspirado no conto original foi publicado em 2015, mas agora está esgotado.
A peça de teatro de 2019 UH1317 - Quando a ciência traça uma virada mortal é baseada em um conto.
No início de 2018, um thriller psicológico baseado no conto começou a ser produzido na Irlanda, dirigido por John Farrelly.
Em julho de 2019, o autor de terror Jeremy Bates publicou The Sleep Experiment, um romance baseado no conto original.
Várias outras adaptações foram criadas, incluindo um filme baseado no conto intitulado The Soviet Sleep Experiment, estrelado por Chris Kattan e dirigido por Barry Andersson. As filmagens do filme aconteceram em Lakeville, Minnesota, durante 2018.